# John Masefield
John Edward Masefield, OM (Ledbury, 1º giugno 1878 – Abingdon, 12 maggio 1967), è stato un poeta e scrittore inglese, che ricoprì la carica di Poet Laureate of the United Kingdom dal 1930 alla sua morte nel 1967. Egli è ricordato soprattutto per i classici della narrativa per l'infanzia The Midnight Folk e The Box of Delights, e per i suoi poemi, che includono The Everlasting Mercy e Sea-Fever.